# Arkadiusz Terlecki
Arkadiusz Terlecki (ur. 16 września 1980 roku w Rybniku) – polski siatkarz, środkowy, złoty i srebrny medalista Mistrzostw Polski, w Polskiej Lidze Siatkówki zawodnik Ivettu Jastrzębia Borynia i Jadaru Radom.
Przygodę z piłką siatkową rozpoczął w rodzimym mieście, Rybniku, w zespole RMKS Rybnik. Potem grał w radlińskim Górniku, gdzie zaczął zawodową siatkówkę. 4 października 2003 roku trafił do Ivettu Jastrzębia Borynia, w barwach którego zadebiutował w ekstraklasie. W pierwszym sezonie w tym klubie wywalczył mistrzostwo kraju, występując w 29 spotkaniach ligowych. Wówczas w finale play-off jastrzębianie pokonali PZU AZS Olsztyn 3-0. Rok później z jastrzębskim zespołem uplasował się na czwartym miejscu, ustępując brązowy medal Pamapolowi AZS-owi Częstochowa. W kolejnych dwóch sezonach z drużyną plasował się na 2. lokacie w lidze, okazując się dwukrotnie słabszym od Skry Bełchatów. W 2007 roku podpisał na rok kontrakt z Jadarem Radom, beniaminkiem Polskiej Lidze Siatkówki. W klasyfikacji końcowej rozgrywek sezonu 2006/2007 z radomianami uzyskał 7. pozycję. W przerwie sezonowej został graczem spadkowicza z ekstraklasy, Gwardii Wrocław.